# دمیتری لیخاچف
دمیتری لیخاچف (روسی: Дми́трий Серге́евич Лихачёв؛ ۲۸ نوامبر [سبک قدیمی: ۱۵ نوامبر] ۱۹۰۶ – ۳۰ سپتامبر ۱۹۹۹)، زبان‌شناسی، نویسنده اهل اتحاد جماهیر شوروی سوسیالیستی بود.
وی همچنین برندهٔ جوایزی همچون مدال دفاع از لنینگراد، جایزه دولتی اتحاد شوروی، نشان زرین لومونسف، و نشان لنین شده‌است.